# (38085) 1999 HO12
1999 HO12 (asteroide 38085) é um asteroide da cintura principal. Possui uma excentricidade de 0.13948400 e uma inclinação de 25.25066º.
Este asteroide foi descoberto no dia 17 de abril de 1999 por LINEAR em Socorro.